# Бурдзе
Бурдзе (пол. Burdze) — село в Польщі, у гміні Боянув Стальововольського повіту Підкарпатського воєводства.